# 판두

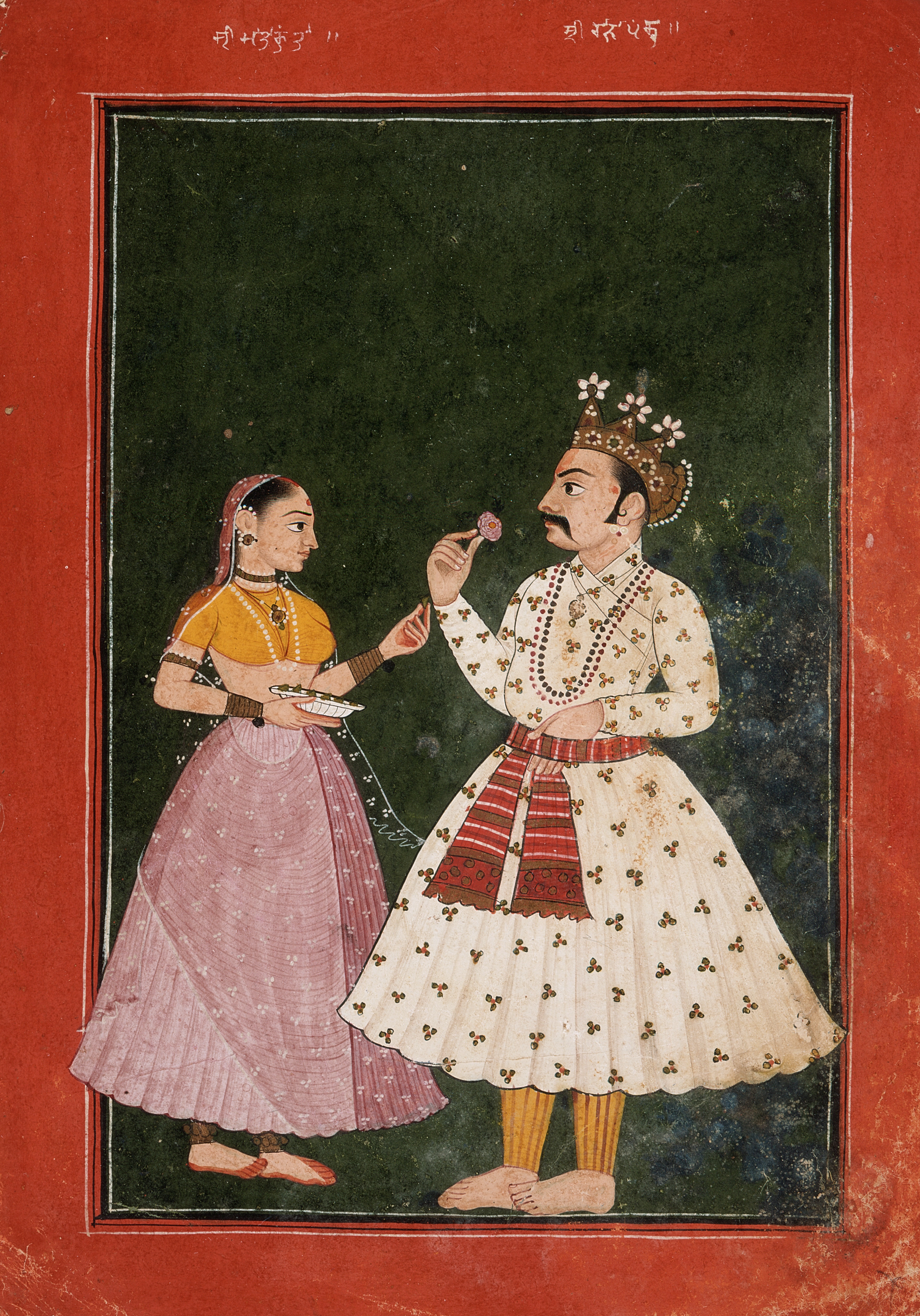
판두

판두는 마하바라타 서사시에 나오는 인물로 비치트라비라와 비야사 출신의 그의 둘째 부인 암발리카의 아들이다. 판다바의 아버지로 널리 알려져 있다.
그는 장님이었던 형 드리타라슈트라를 대신해 왕이 되었으나, 왕위를 버리고 처자식과 함께 히말라야로 들어가 은둔하였다. 왕위는 드리타라슈트라가 임시로 넘겨 받았다. 그가 죽었을 때 그의 아들들은 큰아버지 드리타라슈트라에 맡겨져 양육되었다.

## 같이 보기
- 판다바